# Nemeskéri János
Nemeskéri János, születési és 1937-ig használt nevén Kurzenreiter János Ignác Mária (Budapest, Ferencváros, 1914. április 9. – Budapest, 1989. szeptember 5.) antropológus, a biológiai tudományok kandidátusa (1952).

## Életrajza
Kurzenreiter Károly (1870–1950) polgári iskolai igazgató és Stach Mária (1876–1926) fiaként született. 1939-ben a Pázmány Péter Tudományegyetemen szerzett doktori diplomát Adatok a hajdúk antropológiájához című tanulmányával. 1937–1945 között a Magyar Nemzeti Múzeum Néprajzi Múzeumának munkatársa volt, majd az Országos Történeti Múzeum Régészeti Tárában az antropológiai gyűjtemény gondozója lett. 1945-ben szervezte meg a Természettudományi Múzeum Embertani Tárát, amelynek vezetője volt 1965-ig. 1965-től a Központi Statisztikai Hivatal Népességtudományi Kutató Intézetében működött mint tudományos tanácsadó. 1983-ban innen is ment nyugdíjba. 
1947-től kapcsolódott be az egyetemi oktatásba, régészeknek antropológiát adott elő a budapesti tudományegyetem bölcsészkarán. 1971-től 1983-ig a debreceni Kossuth Lajos Tudományegyetem (KLTE) Állattani és Embertani Tanszékén (ma Evolúciós Állattani és Humánbiológiai Tanszék) antropológiai részlegének oktatási és kutatási munkáját vezette. Pályája kezdetén etnikai és történeti antropológiai kutatásokkal foglalkozott, ennek során jutott el a biológiai rekonstrukció problémájának feldolgozásához. Az Embertani Tárban töltött két évtized alatt kiemelkedő szakmai eredménye volt a nem- és életkor-meghatározás komplex módszerének kidolgozása, a paleodemográfiai kutatások új irányának megindítása, amely a paleodemográfiai rekonstrukcióhoz vezetett. 
Acsádi Györggyel közösen írt könyve a History of human life span and mortality nagy nemzetközi siker volt, a szakmában még ma is ezt az 1970-ben megjelent munkát tekintik a paleodemográfia alapművének. Kiemelkedő tudományos jelentőségűek a bodrogközi demogenetikai és populációgenetikai, illetve az ivádi izolátum komplex humángenetikai, demográfiai vizsgálatai is, amelyeket széles körű hazai és külföldi kollaborációban végzett. 
1976 és 1983 között a Népességtudományi Kutató Intézetben biodemográfiai témaként foglalkozott az egyetemi (főiskolai), ipari szakmákra jelentkező és a sorköteles fiatalok testfejlettségével. Ezek a monografikus jellegű munkái a Népességtudományi Kutató Intézet közleményeiként jelentek meg. 
1972-ben Harsányi László és Szuchovszky Gyula közreműködésével megszervezte és vezette a Budapesten egy naptári évben halállal végződött öngyilkosságok vizsgálatát. Ismeretlen nemű és életkorú személyazonosságának megállapítására a „szuperpozíciós” vetítésű eljárás antropológiai kérdéseit dolgozta ki. 
1962-ben a biológiai rekonstrukció kidolgozásáért, illetve antropológiai alkalmazásáért MTA elnöki jutalmat kapott. 1977-ben MTA-díjban részesült munkatársaival a Budapesten halállal végződött öngyilkosságok vizsgálata című monográfiájáért. 
1953–1958 között, majd 1960–1980 között elnöke volt az MTA Biológiai Tudományok Osztálya mellett működő Antropológiai Bizottságnak. Tagja volt az MTA Demográfiai Bizottságának, az Ember és környezete (Man and Biosphere) Nemzeti Bizottságának, 1954–1957 között a Magyar Biológiai Társaság Embertani Szakosztályának titkára, 1985-től a Szakosztály elnöke volt. 1968–1976 között szerkesztette az Antropológiai Közleményeket. Több külföldi antropológiai társaság választotta tagjának, szerkesztőbizottsági tagja volt az Indoeuropeans Studies és a Journal of Human Evolution folyóiratoknak is.
1989 márciusában még részt vett Nagy Imre volt miniszterelnök exhumálásában. Nem sokkal később hunyt el 75 éves korában.

## Főbb munkái
- Ivád község – Ivády család (1944)
- Honfoglaláskori magyarság – Árpádkori magyarság (Budapest, 1947)
- Ivád község népességének embertani vizsgálata (társszerzőkkel, Budapest, 1953)
- A csontvázleletek életkorának meghatározási módszereiről és azok alkalmazhatóságáról (Harsányi Lászlóval, Budapest, 1958)
- History of human life span and mortality (Acsády Györggyel, Budapest, 1970)
- Az 1966. évben egyetemi (főiskolai) felvételre jelentkezettek demográfiai és testfejlettségi vizsgálata (Budapest, 1970)
- A Budapesti öngyilkosok vizsgálata 1972 (többekkel, Budapest, 1976)
- A székesfehérvári királysírokról. Pro memoria az 1936-1937. évi ásatásról (Budapest, 1983)
- Principles of paleodemography (Göttingen, 1986)